# 567 v. Chr.
Portal Geschichte | Portal Biografien | Aktuelle Ereignisse | Jahreskalender | Tagesartikel

◄ |
7. Jahrhundert v. Chr. |
6. Jahrhundert v. Chr. |
5. Jahrhundert v. Chr. |
►

◄ | 580er v. Chr. | 570er v. Chr. | 560er v. Chr. | 550er v. Chr. |
540er v. Chr. |
►

◄◄ | ◄ | 570 v. Chr. | 569 v. Chr. | 568 v. Chr. | 567 v. Chr. |
566 v. Chr. |
565 v. Chr. |
564 v. Chr. |
► |
►►

## Ereignisse

### Politik und Weltgeschehen
- Der frühere Pharao Apries unternimmt einen Versuch, mit einer erneuerten Armee von Oberägypten aus den ägyptischen Thron zurückzugewinnen, wird vom aktuellen Herrscher Amasis aber zurückgeschlagen. Apries kommt dabei ums Leben.

### Wissenschaft, Technik und Kultur
- Der möglicherweise früheste datierbare Bericht über Polarlichter findet sich in einer babylonischen Keilschrift. Sie berichtet von einem ungewöhnlichen roten Leuchten am Nachthimmel, das präzise auf die Nacht vom 12. auf den 13. März 567 v. Chr. datiert ist.
- Im babylonischen Kalender fällt das babylonische Neujahr des 1. Nisannu auf den 6.–7. April[1], der Vollmond im Nisannu auf den 19. April[1] und der 1. Tašritu auf den 29.–30. September[1].[2]